# 제31회 금마장
제31회 금마장의 시상식에 관한 내용이다.

## 수상 및 후보

### 작품상
- 애정만세 - Hu-pin Chung 외 수상
- 독립시대 - David Sui

### 감독상
- 애정만세 - 차이밍량 수상

### 남우주연상
- 중경삼림 - 양조위 수상
- 애정만세 - 이강생

### 여우주연상
- 레드 로즈 화이트 로즈 - 조안 첸 수상
- 독립시대 - Suk Kwan Ni
- 소녀소어 - 유약영

### 남우조연상
- 독립시대 - 왕백삼 수상

### 여우조연상
- 독립시대 - 금연령 수상

### 각본상
- 독립시대 - 에드워드 양 수상

### 각색상
- 레드 로즈 화이트 로즈 - Edward Lam 수상

### 촬영상
- 동사서독 - 크리스토퍼 도일 수상

### 편집상
- 동사서독 - 해걸위 수상
- 독립시대 - Bo-Wen Chen

### 미술상
- 레드 로즈 화이트 로즈 - Lai Pan 수상

### 액션감독상
- 취권 2 - 유가량 외 수상

### 영화음악상
- 레드 로즈 화이트 로즈 - Johnny Chen 수상
- 독립시대 - Antonio Lee

### 주제가상
- 다상 - 채진남 수상

### 분장/의상디자인상
- 레드 로즈 화이트 로즈 - Lai Pan 수상
- 독립시대 - 에드워드 양

### 음향효과상
- 애정만세 - Ching-Ang Yang 수상
- 독립시대 - Du-Che Tu

### 특별상
- 수리공 수상